# Charlotte Flandrina d'Orange-Nassau
Charlotte Flandrine d'Orange-Nassau, née à Anvers le 18 août 1579 et décédée à Poitiers le 16 avril 1640, est la fille de Guillaume Ier d'Orange-Nassau et de Charlotte de Montpensier. Convertie au catholicisme, elle devient abbesse de l'abbaye Sainte-Croix de Poitiers à laquelle elle donna une nouvelle vie.

## Une abbesse mécène
Charlotte-Flandrina est la fille du stathouder Guillaume le Taciturne (qui avait accompagné Gaspard II de Coligny lors du siège de Poitiers en 1569), et la sœur de Charlotte-Brabantine d'Orange-Nassau, duchesse de la Trémoille. Sa mère décède en 1582 et elle rejoint son grand-père Louis III de Montpensier. Elle abjure le protestantisme pour devenir catholique, ce qui lui permet ainsi de devenir abbesse de l'abbaye Sainte-Croix, à Poitiers.
L'abbaye connaît une période faste durant l'abbatiat de Charlotte-Flandrine de Nassau, entre 1603 et 1640. Elle introduit une observance religieuse plus stricte dans ce monastère (entre autres la clôture et la communauté de biens) et permet une bonne gestion du patrimoine de l'abbaye. Elle fait faire de nombreux travaux d'ornement dans l'abbatiale et fit venir de nombreux tableaux de Hollande pour les besoins de l'abbaye. On conserve ainsi au Musée Sainte-Croix le chemin de croix, en partie œuvre du peintre d'Utrecht Everard Quirinsz van der Maes (1577-1656). Charlotte-Flandrina de Nassau offrit aussi le grand retable de style baroque dans la chapelle du collège des Jésuites (actuellement dénommée chapelle Saint-Louis).

## Correspondance
L'historien des religions Jean-Luc Tulot a transcrit des lettres d'Élisabeth Flandrika d'Orange-Nassau à sa sœur. La majorité des lettres de Charlotte-Flandrina de Nassau à sa sœur la duchesse de Bouillon ont été écrites par celle-ci entre le 2 septembre 1619 et le 15 juin 1620 alors que la duchesse de Bouillon avait entrepris un voyage dans ses terres du Sud-Ouest ; à cette occasion, elle conduit à Thouars en son ménage sa fille aînée Marie ayant, le 18 février 1619, épousé à Sedan son cousin germain Henri III de La Trémoille duc de Thouars. Les deux sœurs protestantes Elisabeth et Charlotte-Brabantine acceptaient difficilement la clôture de leur sœur.

## Éloge
Claude Allard († 1672) écrivit Le miroir des Ames religieuses, ou la vie de très haute et très religieuse princesse, Madame Charlotte Flandrine de Nassau, très digne abbesse du monastère de Sainte-Croix de Poitiers. Poitiers, Thoreau, 1653, in-4. Ce livre, divisé en six parties, est un éloge de l'abbesse de Sainte-Croix.